# Civita (Bagnoregio)
Civita è una frazione di pochi abitanti del comune di Bagnoregio, in provincia di Viterbo, nel Lazio. Fa parte dei borghi più belli d'Italia ed è famosa per essere stata definita "la città che muore" dallo scrittore Bonaventura Tecchi, che vi trascorse la giovinezza.

## Geografia fisica e antropica

### Territorio

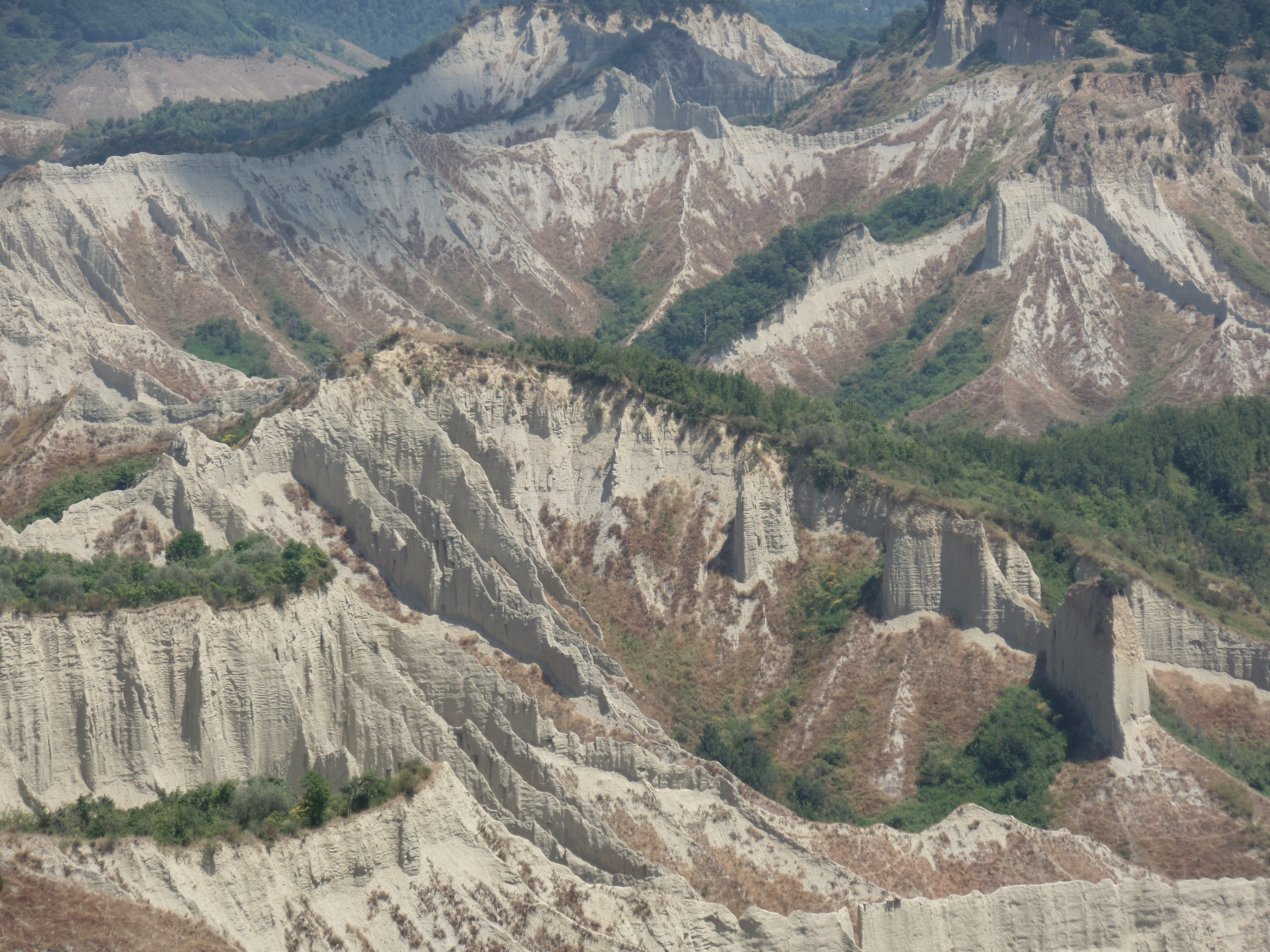
Valle dei Calanchi vista da Civita di Bagnoregio verso nord est

Si trova nella valle dei calanchi, situata tra il lago di Bolsena a ovest e la valle del Tevere a est, nel comune di Bagnoregio. È costituita da due valli principali: il Fossato del Rio Torbido e il Fossato del Rio Chiaro. In origine questi luoghi dovevano essere più dolci e accessibili ed erano attraversati da un'antica strada che collegava la valle del Tevere al lago di Bolsena.
La morfologia di quest'area è il risultato dell'erosione e delle frane. Il territorio è costituito da due formazioni distinte per cronologia e tipo. Quella più antica è argillosa, di origine marina, e costituisce lo strato di base, particolarmente soggetto all'erosione. Gli strati superiori sono invece formati da materiale tufaceo e lavico. La veloce erosione è dovuta all'opera dei torrenti, agli agenti atmosferici, ma anche al disboscamento.
Abitata da sole sedici persone (al 2011) e situata in posizione isolata, Civita è raggiungibile solo attraverso un ponte pedonale in cemento armato costruito nel 1965. Il ponte può essere percorso soltanto a piedi, ma il comune di Bagnoregio, venendo incontro alle esigenze di chi vive o lavora in questo luogo, ha permesso ai residenti e persone autorizzate di attraversare il ponte in determinati orari a bordo di cicli e motocicli. La causa dell'isolamento è la progressiva erosione della collina e della vallata circostante, che ha dato vita alle tipiche forme dei calanchi e che continua ancora, rischiando di far scomparire la frazione, per questo chiamata anche "la città che muore" o, più raramente, "il paese che muore".

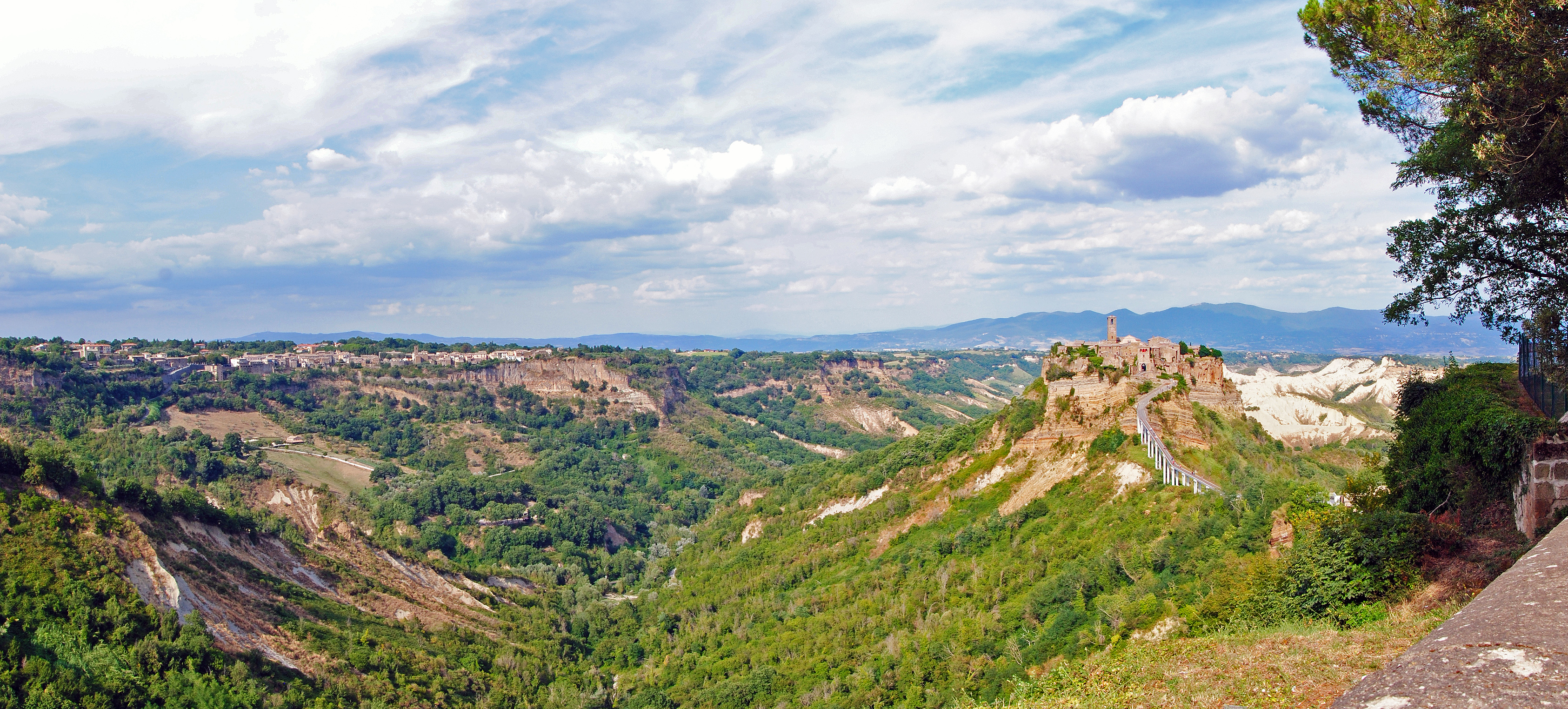
Panorama di Civita di Bagnoregio con vista della valle dei Calanchi

### Flora

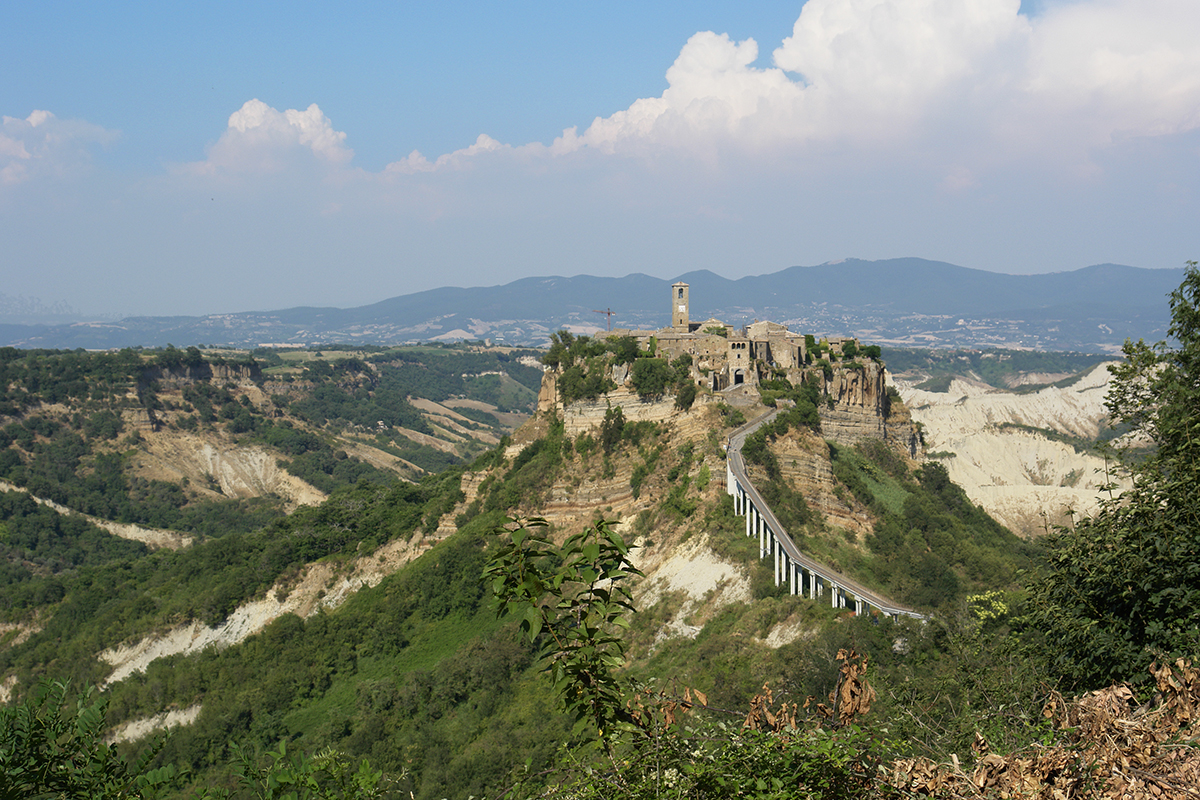
Veduta del borgo

La vegetazione dei calanchi, a causa della loro natura argillosa, è limitata a poche specie, disposte in piccoli e radi gruppi. Anche in primavera, quando la flora è al massimo rigoglio, il terreno rimane per buona parte scoperto. Nella fascia più bassa dei calanchi si trova una zona cespugliosa, costituita da rovi, canne, ginestre, qualche arbusto di olmo, talvolta rosa canina. La vegetazione della valle è rappresentata da piante arboree, arbusti ed erbe palustri. Quella delle rupi tufacee dello sperone roccioso sul quale si erge Civita è limitata a poche specie con copertura esigua.

## Storia

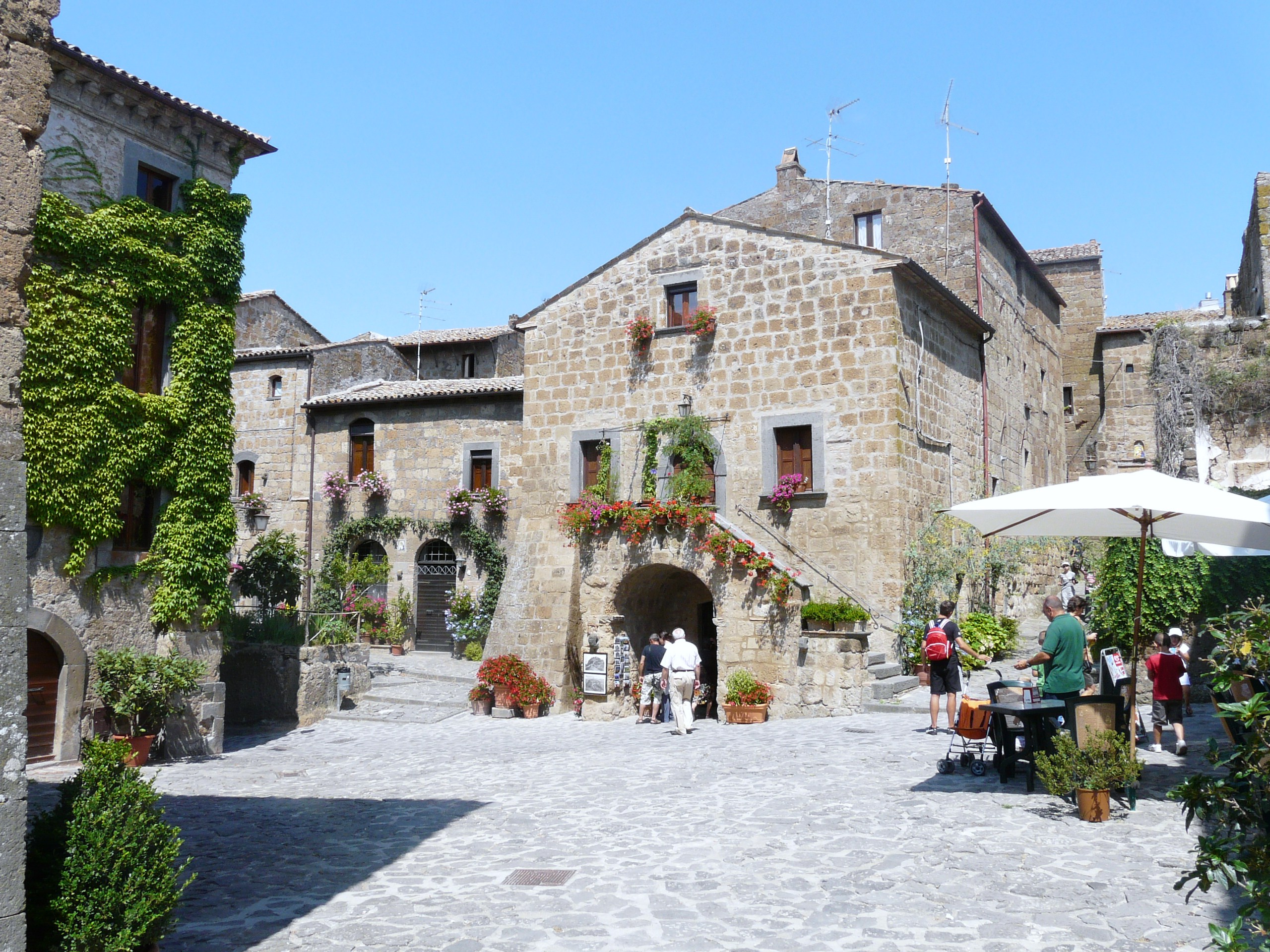
Scorcio del paese

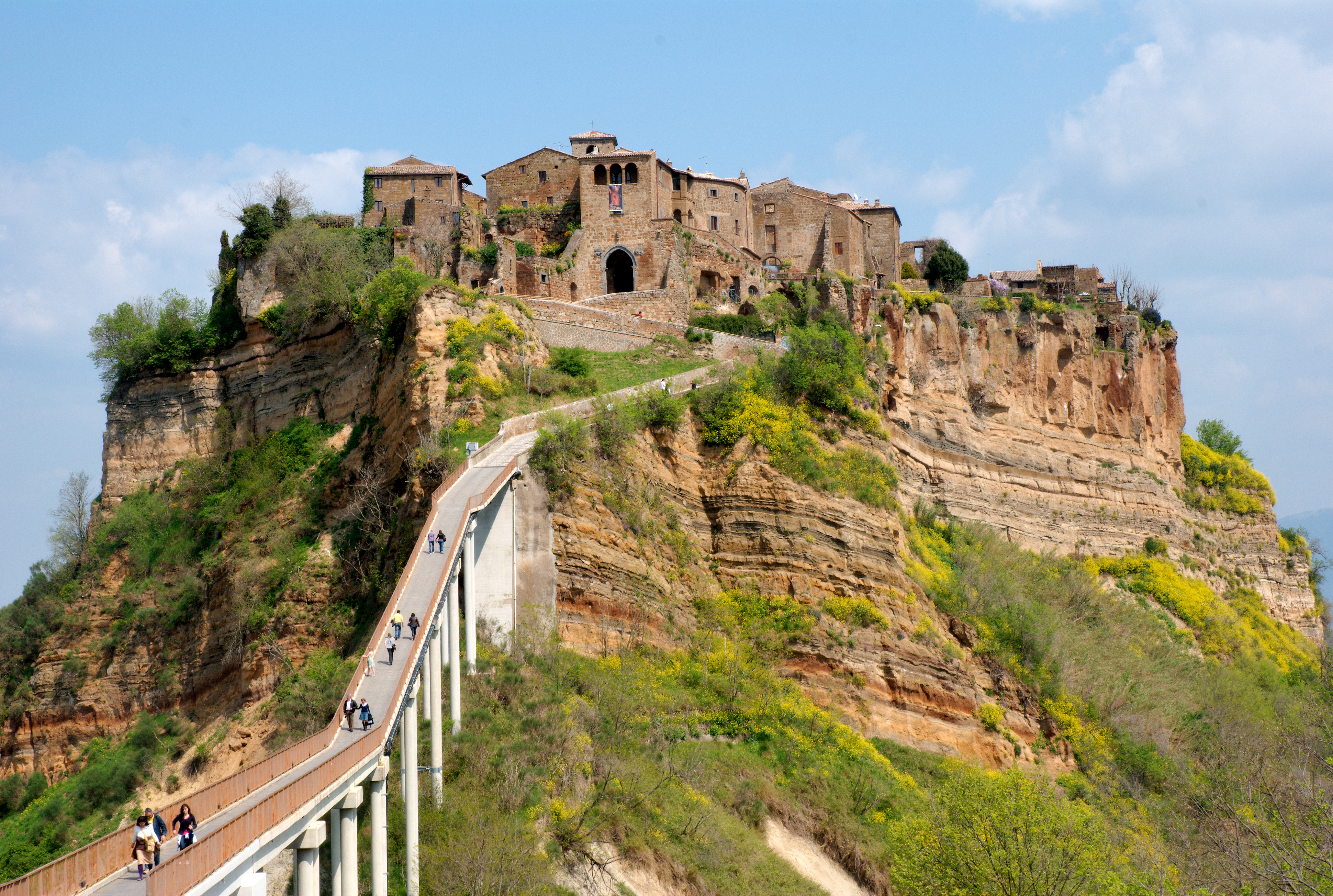
Civita di Bagnoregio

Civita venne fondata 2500 anni fa dagli Etruschi su una delle più antiche vie d'Italia, che congiungeva il Tevere (allora grande via di navigazione dell'Italia centrale) al lago di Bolsena.
All'antico abitato di Civita si accedeva mediante cinque porte, mentre oggi rimane la porta di Santa Maria (o della Cava), che rappresenta l'accesso principale; inoltre è possibile entrarvi dalla valle dei calanchi attraverso una galleria scavata nella roccia. La struttura urbanistica dell'abitato è di origine etrusca, costituita da cardi e decumani secondo l'uso etrusco e poi romano, mentre l'intero rivestimento architettonico risulta medioevale e rinascimentale. Numerose sono le testimonianze della fase etrusca di Civita, specialmente nella zona detta di San Francesco vecchio; infatti nella rupe sottostante il belvedere di San Francesco vecchio è stata ritrovata una piccola necropoli etrusca. Anche la grotta di San Bonaventura, nella quale si dice che san Francesco risanò il piccolo Giovanni Fidanza, che divenne poi san Bonaventura, è in realtà una tomba a camera etrusca. Gli Etruschi fecero di Civita (di cui non conosciamo l'antico nome) una fiorente città, favorita dalla posizione strategica per il commercio, grazie alla vicinanza con le più importanti vie di comunicazione del tempo.
Del periodo etrusco rimangono molte testimonianze: di particolare suggestione è il cosiddetto "Bucaione", un profondo tunnel che incide la parte più bassa dell'abitato, e che permette l'accesso direttamente dal paese alla valle dei calanchi. In passato erano visibili molte tombe a camera, scavate alla base della rupe di Civita e delle altre pareti di tufo limitrofe, in gran parte fagocitate dalle innumerevoli frane nel corso dei secoli. Del resto, già gli stessi Etruschi dovettero far fronte ai problemi di sismicità e di instabilità dell'area, che nel 280 a.C. si concretarono in scosse telluriche e smottamenti. All'arrivo dei Romani, nel 265 a.C., furono riprese le imponenti opere di canalizzazione delle acque piovane e di contenimento dei torrenti avviate dagli Etruschi.

### Antiche opere di Etruschi e Romani contro l'erosione

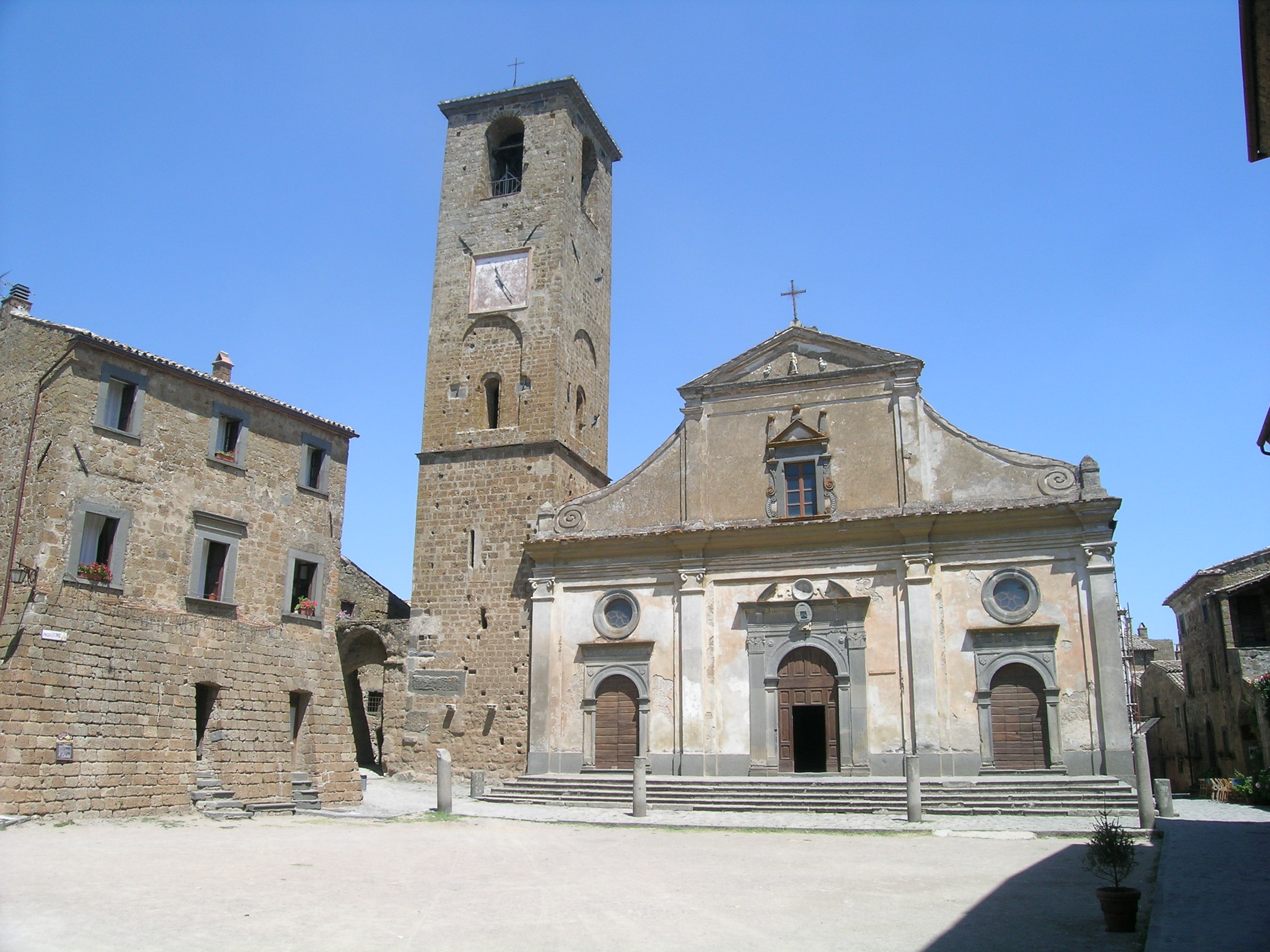
Chiesa di San Donato a Civita di Bagnoregio

Per constrastare il grave problema dell'erosione, gli Etruschi misero in atto alcune opere che avevano il preciso scopo di proteggere Civita dai terremoti e dagli smottamenti, arginando fiumi e costruendo canali di scolo per il corretto deflusso delle acque. I Romani ripresero le opere dei loro predecessori, ma dopo di loro queste furono trascurate e il territorio ebbe un rapido degrado che portò, infine, all'abbandono della Civita.

## Monumenti e luoghi d'interesse
All'interno del borgo rimangono varie case medievali, la chiesa di San Donato, che si affaccia sulla piazza principale e al cui interno è custodito il S.S. Crocefisso ligneo, Palazzo Alemanni, sede del Museo Geologico e delle Frane, il Palazzo Vescovile, un mulino del XVI secolo, i resti della casa natale di san Bonaventura e la porta di Santa Maria, con due leoni che tengono tra le zampe una testa umana, a ricordo di una rivolta popolare degli abitanti di Civita contro la famiglia orvietana dei Monaldeschi.
Nel 2005 i calanchi di Civita sono stati proposti come sito di interesse comunitario.

## Economia e turismo

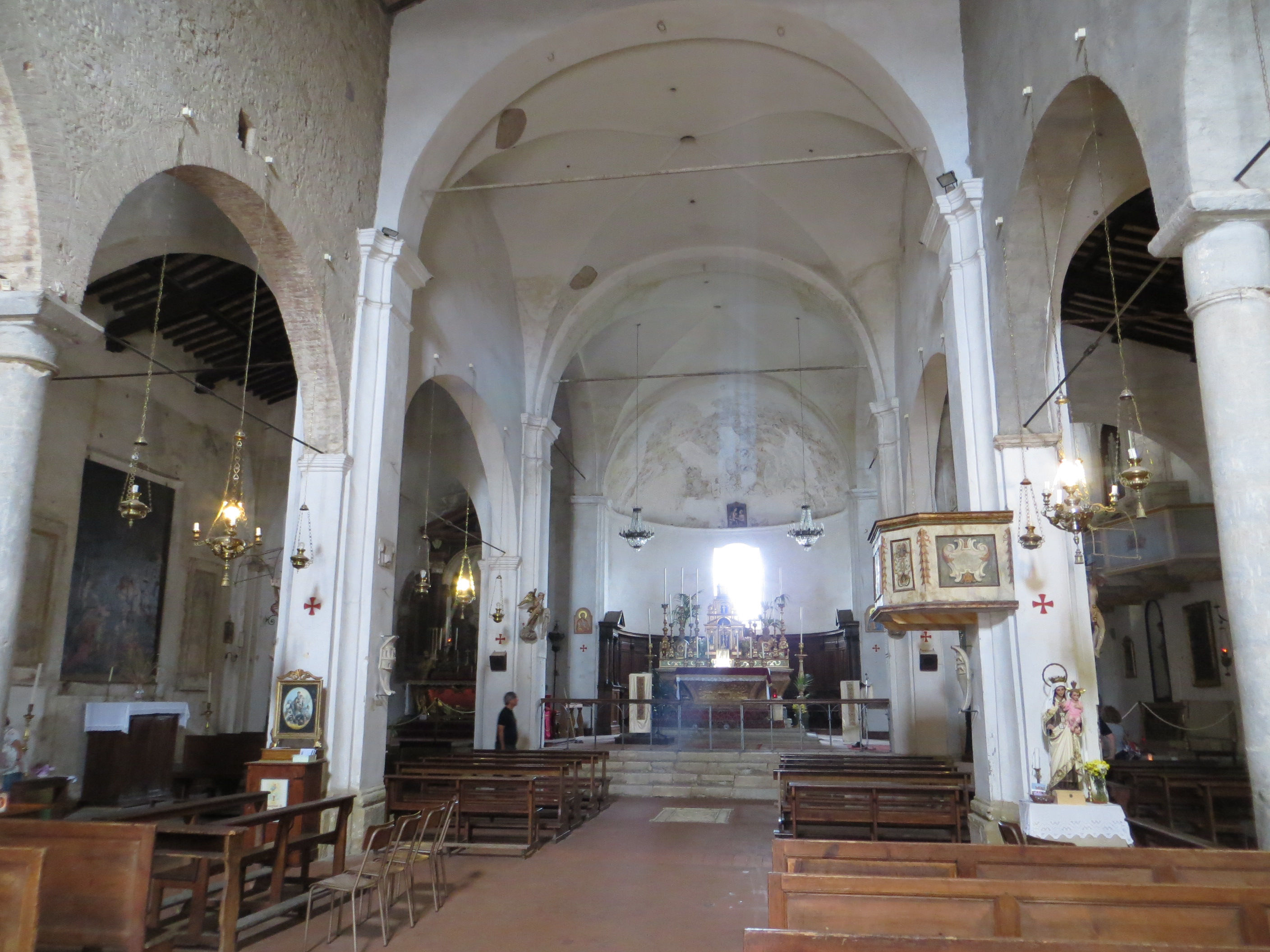
Interno della Chiesa di San Donato

Il vecchio paese è iscritto all'associazione de I borghi più belli d'Italia. Per la sua posizione geografica suggestiva e il suo impianto medievale è meta di numerosi turisti ed è stato diverse volte utilizzato come set cinematografico.
Da giugno 2013 l'accesso al borgo di Civita è divenuto a pagamento.

## Cultura

### Il S.S. Crocifisso di Civita
Il giorno del Venerdì santo avviene il più sentito appuntamento della cittadina di Civita, quando all'interno della chiesa di San Donato, durante una commovente cerimonia, viene deposto il S.S. Crocifisso, adagiato su una bara per essere trasportato nella secolare processione del Venerdì santo di Bagnoregio.
La leggenda vuole che durante un'epidemia di peste che nel 1499 interessò tutto il territorio intorno a Bagnoregio, il Crocifisso abbia parlato a una pia donna, la quale si recava ogni giorno al cospetto della venerata Immagine pregando che avesse fine lo strazio. Un giorno, mentre la donna recitava "il Cristo", udì una voce, che la rassicurava e l'avvertiva che il Signore aveva esaudito le sue preghiere e che la pestilenza avrebbe a breve avuto fine, come puntualmente avvenne dopo qualche giorno contemporaneamente alla morte della pia donna.

### Eventi

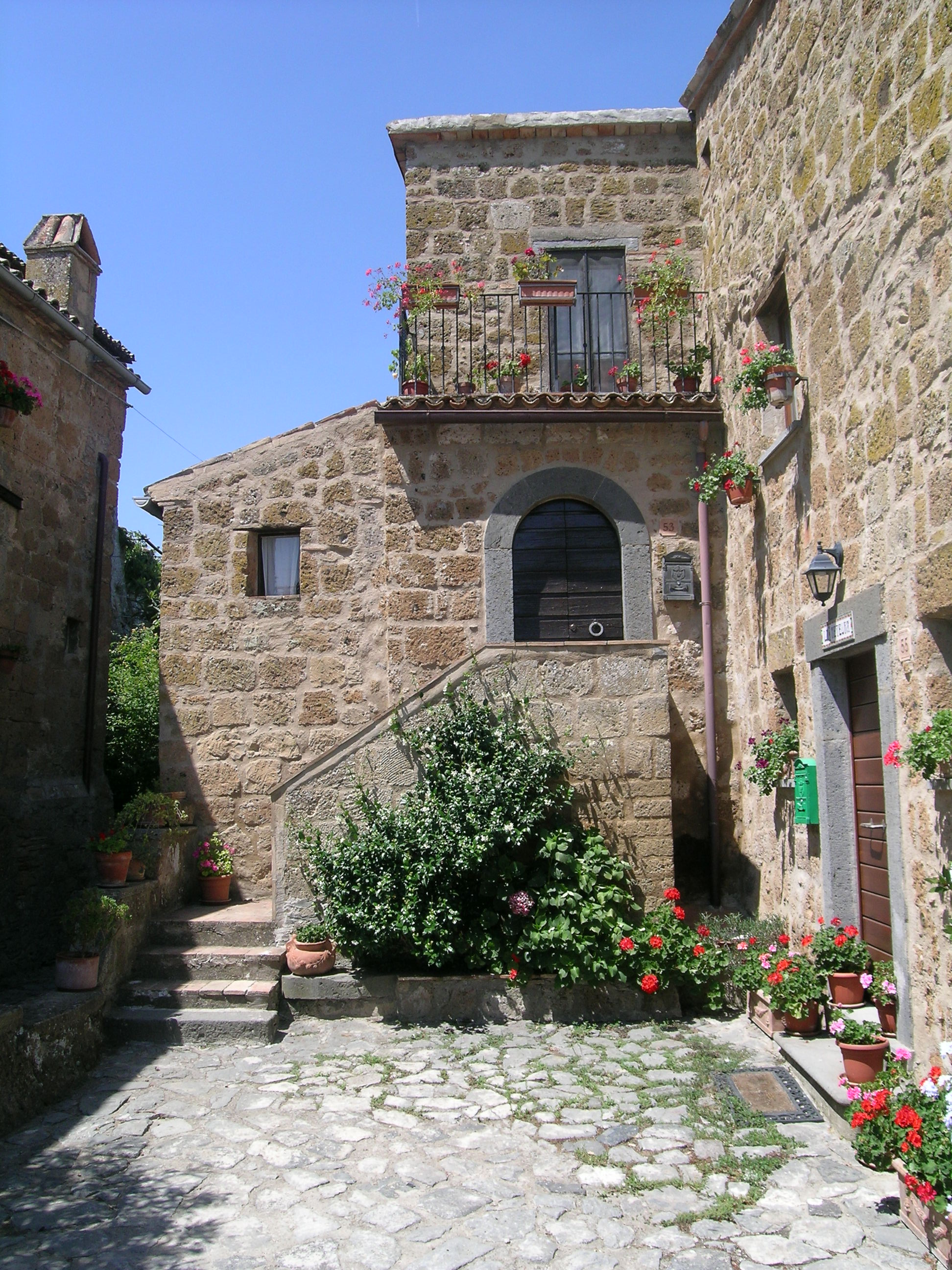
Casa a Civita di Bagnoregio

- Nel periodo natalizio vi si tiene un presepe vivente; le vicende di Maria e Giuseppe sono ambientate nelle vie medievali.
- La prima domenica di giugno e la seconda di settembre viene allestito nella piazza principale il secolare Palio della Tonna ("tonda" nel dialetto locale), in cui le contrade di Civita si sfidano a dorso di un asino, sostenuti dal tifo degli abitanti.
- La prima domenica di giugno vi è la prima festa patronale, detta di Maria SS. Liberatrice.
- L'ultima settimana di luglio e la prima di agosto si tiene il Tuscia in Jazz Festival con concerti, seminari e jam session.
- La seconda domenica di settembre si tiene la seconda festa patronale, detta del SS. Crocifisso.[La rilevanza "almeno nazionale" degli eventi deve essere messa in luce da fonti terze e autorevoli]

### Nella televisione e nel cinema
- Tra i numerosi film girati a Civita, I due colonnelli (1962), regia di Steno; Il cavaliere, la morte e il diavolo (1983), regia di Beppe Cino; l'episodio Il prete del film Contestazione generale (1971), la fiction Pinocchio di Alberto Sironi divisa in due puntate e trasmessa su Rai 1 nel 2009 [4]; Questione di karma (2017), regia di Edoardo Falcone; Puoi baciare lo sposo (2018), di Alessandro Genovesi[5].
- Mario Monicelli vi ha ambientato una scena de L'Armata Brancaleone del 1966.[6]
- A Civita sono state girate le riprese iniziali dello sceneggiato Terra nostra 2 - La speranza, trasmessa in Italia nel 2002.
- Civita è stata spunto di ispirazione per Hayao Miyazaki per la realizzazione del celebre film Laputa, il castello nel cielo.[7]
- A Civita sono stati girati gli spot di ambientazione rinascimentale di TIM (2011)
- È stata scelta come location per la realizzazione dello spot 2023 di Subito.it [8]